# ثالونيوس منك
ثَالُوْنِيُوْسْ مُنْك (بالإنجليزية: Thelonious Monk)‏ (و. 1917 – 1982 م) هو عازف بيانو، وملحن، وعازف جاز، وموسيقي، من الولايات المتحدة الأمريكية، ولد في روكي ماونت، توفي عن عمر يناهز 65 عاماً، بسبب السكتة.
من ميزات مؤلفاته ومرتجلاته التنافر التعبيري والحركات اللحنية الزاوية، وذلك يتسق مع منهج مُنك غير التقليدي إلى البيانو، الذي يُدمج بين إقحام شديد الإيقاع واستخدام مذهل للانتقال من مقام (سلم) إلى مقام آخر والصمت والتردد.
ومَنك معروف كذلك لأسلوبه في ارتداء البذلة والقبعة ونظارة الشمس. لوحظ أيضا تصرفاته غير الاعتيادية فبينما يعزف الموسيقيون الآخرون في فرقته فكان يقف من لوحة مفاتيحه ويرقص قليلا قبلما يرجع للبيانو.

## التعليم
تعلم في ثانوية ستايفسنت ‏، ومدرسة جوليارد، في تخصص توزيع أوركسترالي، نظرية الموسيقى وهارموني.

## جوائز
حصل على جوائز منها:
- جائزة غرامي لممر المشاهير (2006)
- جائزة بوليتزر عن فئة الجوائز الخاصة والاستشهادات (2006)
- جائزة غرامي لممر المشاهير، عن عمل: Genius of Modern Music, Vols. One & Two [الإنجليزية]‏ و Genius of Modern Music, Vol. 2 [الإنجليزية]‏ (2002)
- جائزة غرامي لممر المشاهير، عن عمل: Monk's Music [الإنجليزية]‏ (2000)
- جائزة غرامي لممر المشاهير، عن عمل: Brilliant Corners [الإنجليزية]‏ (1998)
- جائزة غرامي لإنجاز العمر (1993)
- جائزة غرامي لإنجاز العمر (1992)
- زمالة غوغنهايم.

## وصلات خارجية
- ثالونيوس منك على موقع IMDb (الإنجليزية)
- ثالونيوس منك على موقع الموسوعة البريطانية (الإنجليزية)
- ثالونيوس منك على موقع مونزينجر (الألمانية)
- ثالونيوس منك على موقع ألو سيني (الفرنسية)
- ثالونيوس منك على موقع ميوزك برينز (الإنجليزية)
- ثالونيوس منك على موقع أول موفي (الإنجليزية)
- ثالونيوس منك على موقع قاعدة بيانات الأفلام السويدية (السويدية)
- ثالونيوس منك على موقع إن إن دي بي (الإنجليزية)
- ثالونيوس منك على موقع أول ميوزيك (الإنجليزية)
- ثالونيوس منك على موقع ديسكوغز (الإنجليزية)